# 第245步兵師 (德國國防軍)
德國國防軍陸軍第245步兵師（德語：245. Infanterie-Division）是納粹德國國防軍陸軍的一個步兵師。該師於1943年7月組建。
該師組建後，一直在西線作戰。
該師最後於1945年5月在石勒苏益格-荷尔斯泰因向英軍投降。

## 註腳
1. ↑  Mitcham（2007年）